# Bouddhisme ésotérique chinois
Le bouddhisme ésotérique chinois (chinois : 唐密 ; pinyin : tángmì ; litt. « ésotérisme [de la dynastie] Tang ») est une forme du bouddhisme ésotérique (vajrayāna ou bouddhisme tantrique), qui a commencé à se diffuser enter 716 et 720, sous le règne de l'empereur Xuanzong de la dynastie Tang.

## Origines

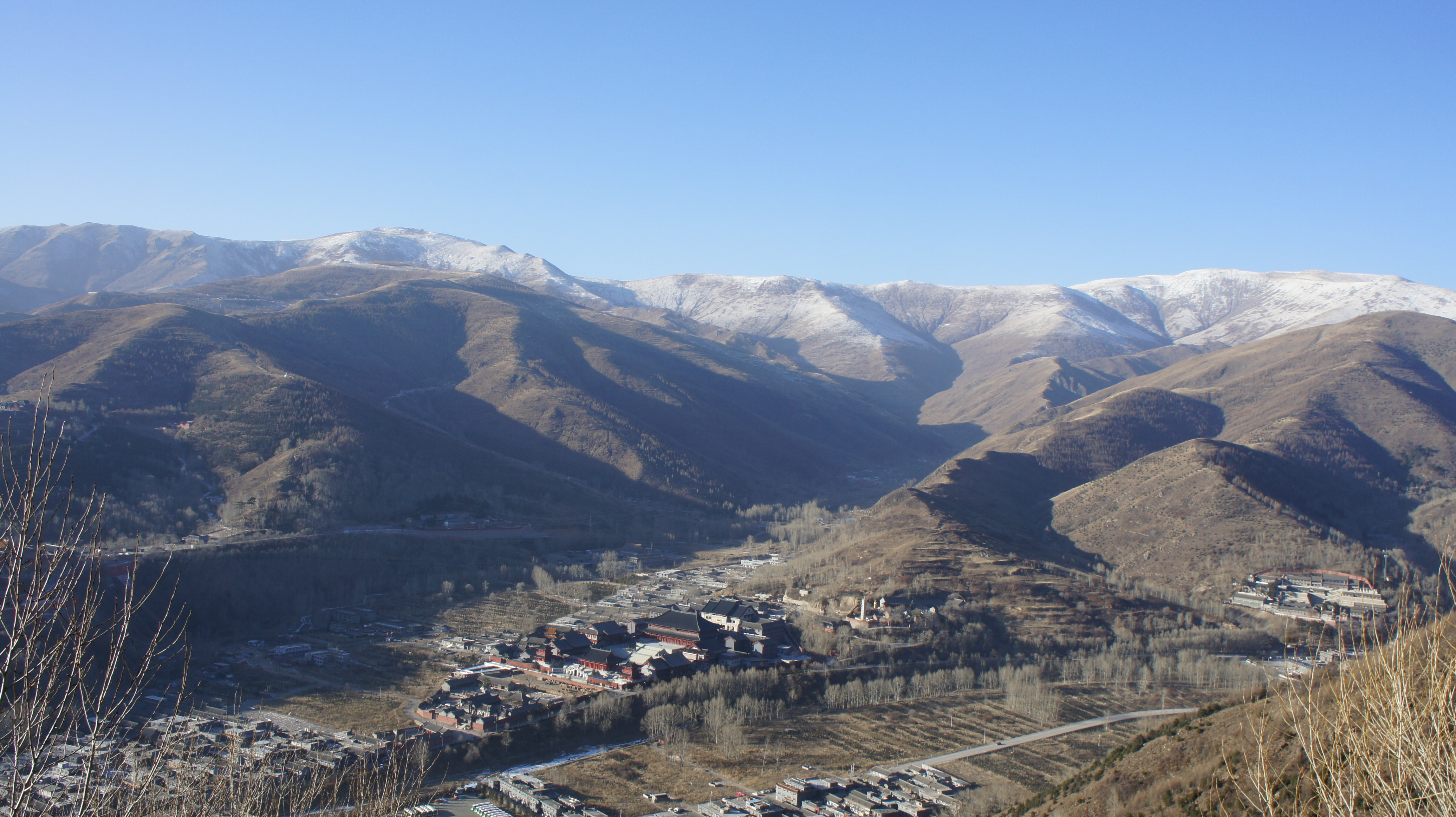
Temples bouddhistes mahayana et vajrayana du mont Wutai, dans la province du Shanxi

Selon différents universitaires, dont Henrik H. Sørenson, le bouddhisme ésotérique est un courant qui aurait fait son apparition en Inde, à partir d'un courant tardif du mahāyāna, en liaison avec la pratique du dhārani. Les maîtres tantriques indiens Śubhakarasiṃha (637–735), Vajrabodhi (671–741) et Amoghavajra (705–774), sont à l'origine de sa création, traduits en chinois à la cour des Tang au milieu du VIIIe siècle sous le terme de zhenyan (chinois : 真言 ; pinyin : zhēnyán ; litt. « mot vrai », signifiant également mantra en chinois). Pour Sørenson cependant, ce courant n'est pas la principale forme de bouddhisme ésotérique en Chine.
Le bouddhisme ésotérique était également présent chez les Khitans de la dynastie Liao et les Tangoutes de la dynastie des Xia occidentaux.

## Développements modernes
Sous la République de Chine (1912-1949), le gouvernement chinois pense que le bouddhisme ésotérique chinois s'est réduit après la dynastie Tang. Des échanges sont faits entre des lamas tibétains venant en Chine et des lamas chinois allant au Tibet, comme le lama Nenghai ((能海剌麻, 1886–1967) ou le maître Fazun (法尊, 1902–1980). Ils eurent un rôle important dans la diffusion du bouddhisme tantrique parmi les Hans. Les lamas tibétains étaient employés par le gouvernement de la République pour leurs pouvoirs magiques.